# آگوس کامیونیکشن
آگوس کامیونیکشن (انگلیسی: Argos Comunicación) شرکت رسانه‌ای مکزیکی است، که در سال ۱۹۹۲ تأسیس شد.